# Gomphandra oblongifolia
Gomphandra oblongifolia là một loài thực vật có hoa trong họ Stemonuraceae. Loài này được Merr. mô tả khoa học đầu tiên năm 1920.